# Circus Devils
Circus Devils (Los Diablos del Circo) es un grupo musical de rock psicodélico que estaba formado en Ohio, los Estados Unidos en 2001 por Robert Pollard, cantante y compositor del grupo Guided by Voices. Los miembros incluyen Todd Tobias (producción y composición, batería, bajo, guitarra), y Tim Tobias (composición / guitarra). Robert Pollard es el cantante y autor de las líricas. Circus Devils utiliza una amplia gama de estilos musicales de rock ácido al ambient para crear discos atmosféricos, llenados de imágenes misteriosas.

## Álbumes de estudio
- Ringworm Interiors (2001)
- The Harold Pig Memorial (2002)
- Pinball Mars (2003)
- Five (2005)
- Sgt. Disco (2007)
- Ataxia (2008)
- Gringo (aparece en 2009)